# جبار قلی‌اف
جبار قلی‌اف (ترکی آذربایجانی: Cabbar Əli oğlu Quliyev; ۱۹ مهٔ ۱۹۲۲ – سپتامبر ۲۰۰۴) هنرمند افتخاری جمهوری شوروی سوسیالیستی ارمنستان و اتحادیه نقاشان آذربایجان بود.

## شرح حال
جبار قلی‌اف ۱۸ ماه مه سال ۱۹۲۲ در روستای «زحمت» استان «زنگی‌باسار» چشم به جهان گشود. وی دانش‌آموخته دانشسرای دولتی ایروان در سال ۱۹۴۱ بود. جبار قلی‌اف در کنار اینکه در جنگ جهانی دوم می‌جنگید، عضو فعال نهضت‌های پارتیزان در ایتالیا و یوگسلاوی بود.
سپس، جبار قلی‌اف به ادامه تحصیل در دانشگاه دولتی فرهنگ و هنر آذربایجان پرداخت. از سال ۱۹۶۱ تا ۱۹۸۸ به عنوان دانشیار در دانشکده دولتی تربیت مدرس ایروان کار کرد.
در سال ۱۹۶۷، از جبار قلی‌اف با اعطاء عنوان افتخار هنرمند افتخاری ارمنستان تقدیر شد. در طول ۵۰ سال فعالیت نقاشی خود بیش از ۴۰۰۰ اثر خلق و ۲۳ نمایشگاه انفرادی برگزار کرد. آثار جبار قلی‌اف در موزه‌ها و مجموعه‌های خصوصی بیش از ۲۰ کشور جهان نگهداری می‌شود.
جبار قلی‌اف در سال ۱۹۸۸ به دلیل شروع جنگ ارمنستان و آذربایجان به جمهوری آذربایجان نقل مکان کرد. آنجا به عضویت اتحادیه نقاشان آذربایجان درآمد.